# Joseph Hansom

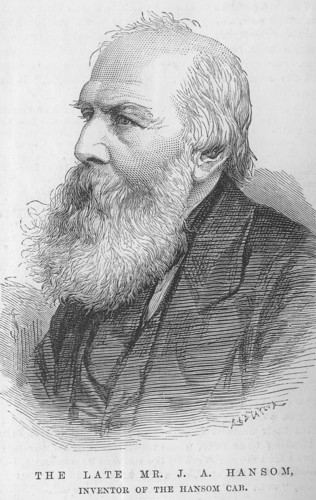
Joseph Hansom

Joseph Aloysius Hansom (* 26. Oktober 1803 in York; † 29. Juni 1882 in London) war ein englischer Architekt des Historismus. Zahlreiche von ihm entworfene öffentliche Gebäude, vor allem katholische Kirchen, sind erhalten. Sein Nachruhm in der englischsprachigen Welt beruht jedoch fast ausschließlich auf einem von ihm entwickelten speziellen Kutschentyp, dem Hansom Cab, der sich fest mit der Vorstellung vom viktorianischen England verbunden hat.

## Leben
Hansom begann mit 13 Jahren eine Lehre bei seinem Vater, der Tischlermeister war, wechselte aber schon im folgenden Jahr ins Architekturbüro Phillips in York. 1820 wurde er dort Angestellter und schuf erste eigene Entwürfe. Gleichzeitig vervollständigte er seine Bildung in Abendschulkursen. 1825 heiratete er Hannah Glover und ging als Assistent des Architekten Oates nach Halifax. Dort kam er erstmals mit gotischer Baukunst in Berührung. 1828 wurde er Partner von Edward Welch und baute mit ihm Kirchen in Liverpool, Hull und auf der Isle of Man. 1831 wurde er zusammen mit Welch mit Planung und Bau der Stadthalle von Birmingham beauftragt, die er 1833 vollendete. Dabei brachte ihn jedoch finanzielle Fehlplanung in den Bankrott. Er fand Anstellung als Geschäftsführer des umtriebigen Unternehmers Dempster Hemming, bis dieser sein großes Vermögen verschleudert hatte. Schließlich gelang es Hansom, sich mit einem eigenen Architekturbüro selbständig zu machen.
Hemming war es, der Hansom veranlasste, 1834 sein Safety Cab patentieren zu lassen, den einspännigen, zweisitzigen Kutschwagen mit tief liegender Kabine und stark vergrößerten Rädern, der später nach ihm benannt wurde. Verbreitung fand er allerdings in einer weiterentwickelten Form, die nur noch wenig mit Hansoms Entwurf zu tun hatte. Durch Unvorsicht und Missgeschick brachte das Hansom Cab seinem Erfinder nur 300 £ ein.
1843 begründete Hansom die Architekturzeitschrift The Builder, die große Bedeutung erlangte und bis heute erscheint (seit 1966 unter dem Titel Building). Auch hierbei fehlte ihm das Eigenkapital und er musste sich mit einem kleinen Gehalt des Verlags begnügen.
Seine Tätigkeit verlagerte sich jetzt immer mehr auf den Bau katholischer Kirchen, die durch die Katholikenemanzipation und die Zuwanderung irischer Industriearbeiter an vielen Orten notwendig wurden. Dabei bevorzugte er neugotische Formen. Von 1854 bis 1859 arbeitete er in Geschäftspartnerschaft mit seinem jüngeren Bruder Charles Francis Hansom, danach bis 1861 mit seinem ältesten Sohn Henry John Hansom. Die danach geschlossene Partnerschaft mit Edward Welby Pugin dauerte nur ein Jahr und endete mit einem Zerwürfnis. Die letzten zehn Jahre bis zu Hansoms Ruhestand 1879 war sein zweiter Sohn Joseph Stanislaus Hansom Partner in seiner Firma. Er wohnte mit seiner Frau im Londoner Stadtbezirk Fulham. In der dortigen katholischen Pfarrkirche St. Thomas von Canterbury wurde er am 3. Juli 1882 bestattet.

## Hauptwerke

St. Walburgh, Preston, mit dem dritthöchsten Kirchturm Großbritanniens

Von den rund 200 von Hansom entworfenen Bauwerken zählen zu den bedeutendsten:
- Stadthalle von Birmingham
- Kathedrale von Arundel
- St. Aloysius Gonzaga (Oxford)
- Kathedrale von Portsmouth
- St. George, York
- Mount St. Mary’s Church, Leeds
- St. Walburgh, Preston
- St.-Beuno’s-Jesuitenkolleg, Denbighshire
- St. Edward, Clifford, West Yorkshire
- Hl. Name Jesu, Manchester
- Kathedrale von Plymouth